# هندوانه ابوجهل

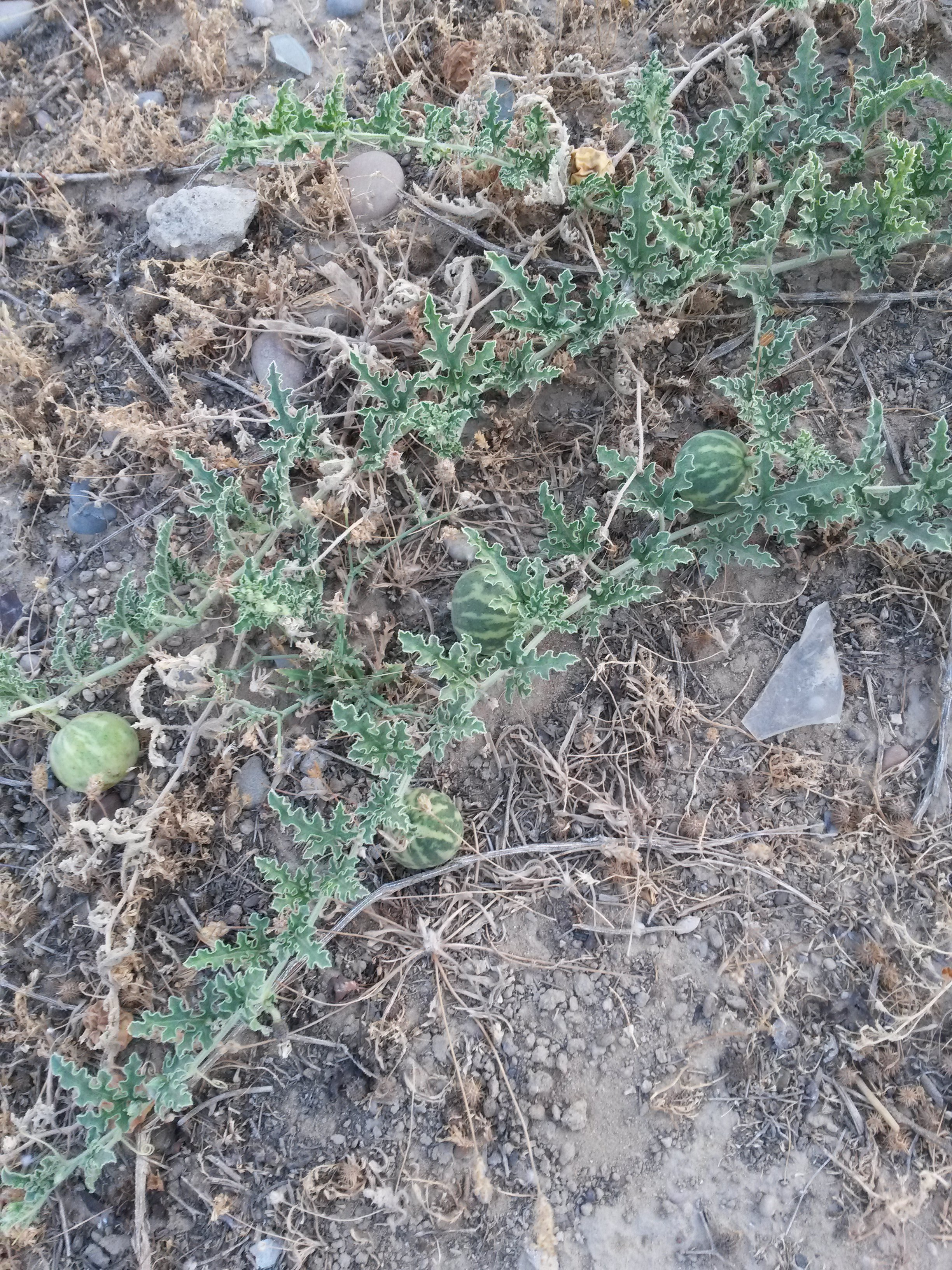
میوه هندوانه ابوجهل آب‌پخش

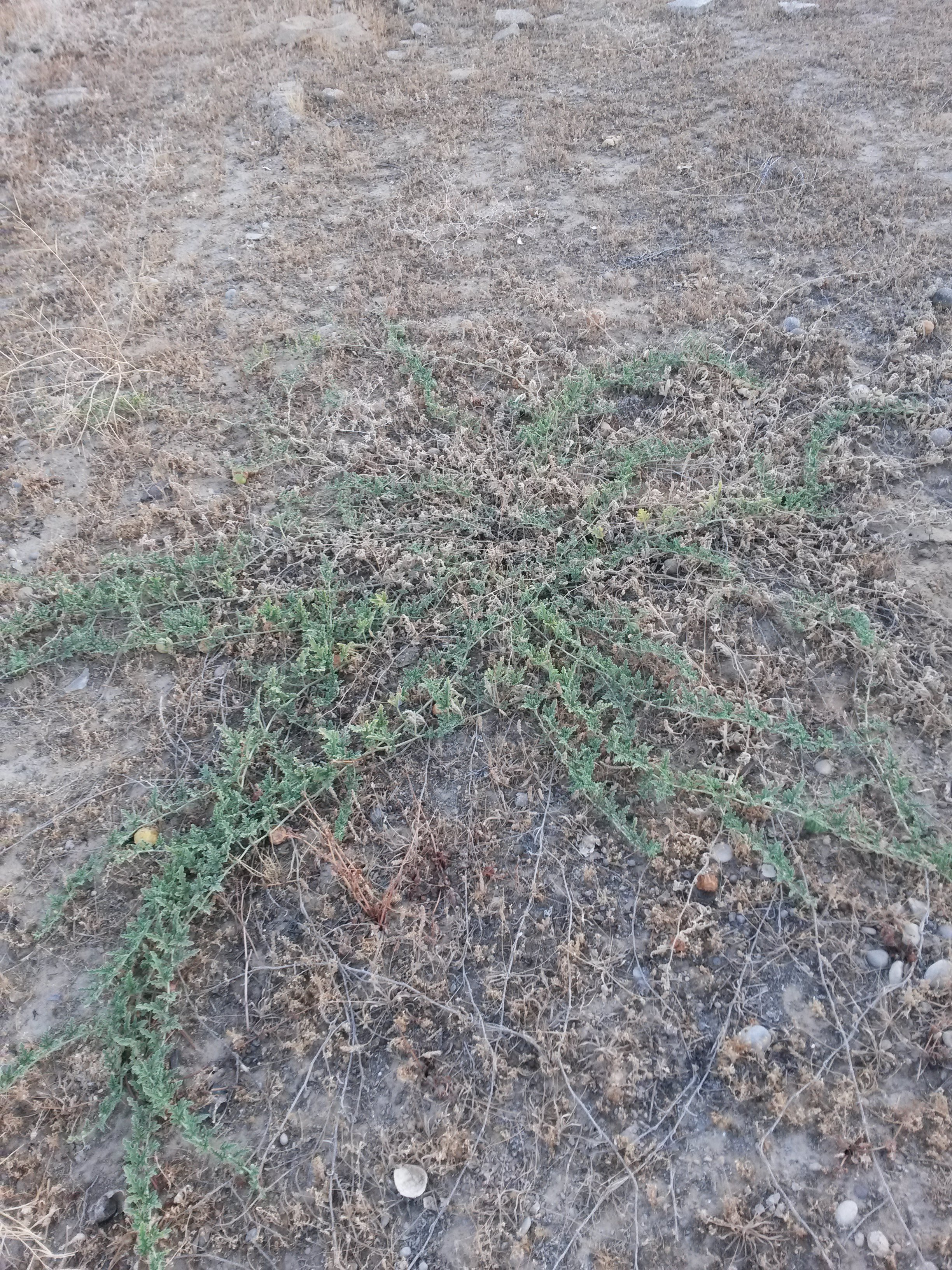
تصویری از بوته هندوانه ابوجهل در آب‌پخش

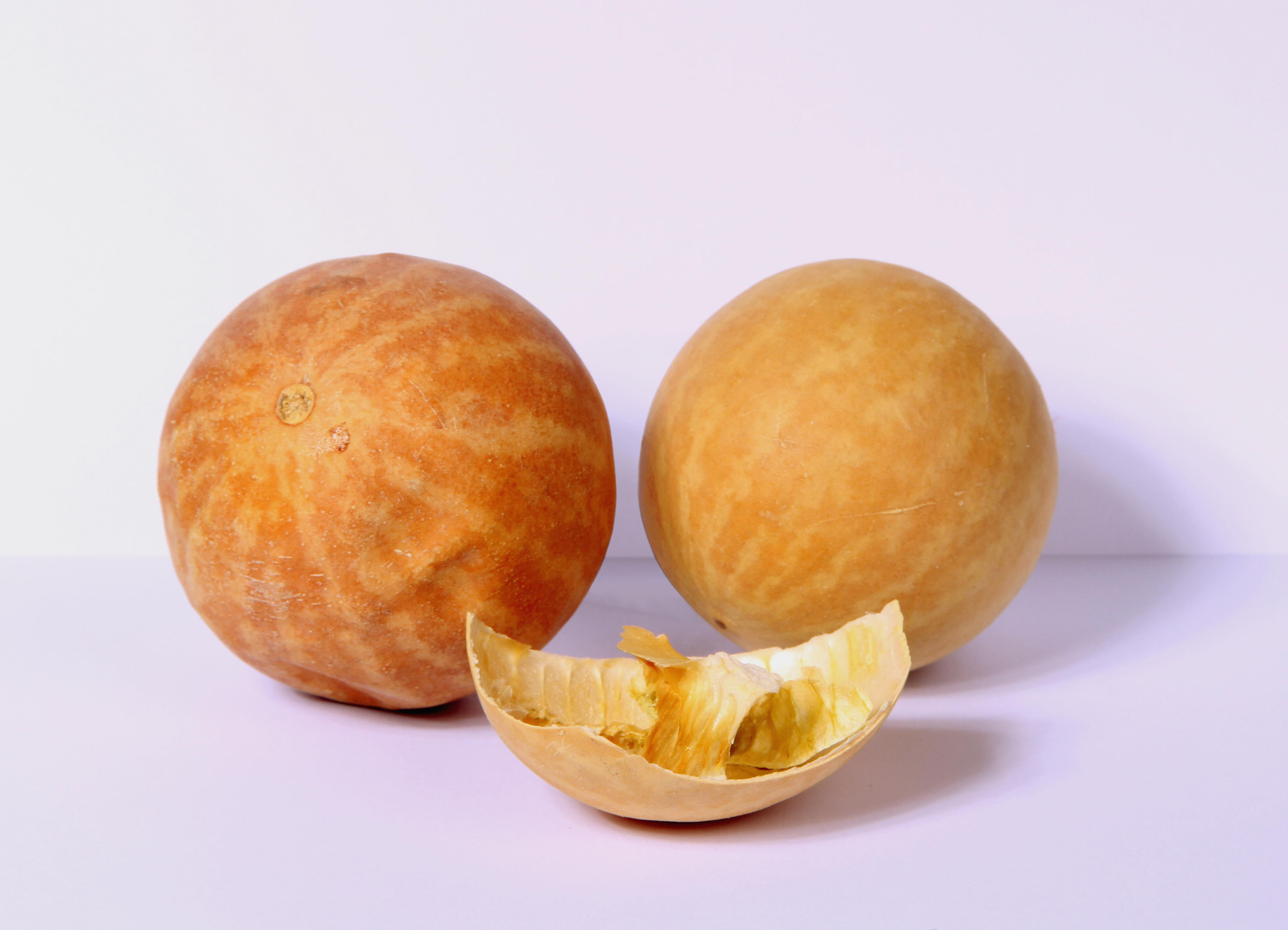
هندوانه ابوجهل و پیه آن

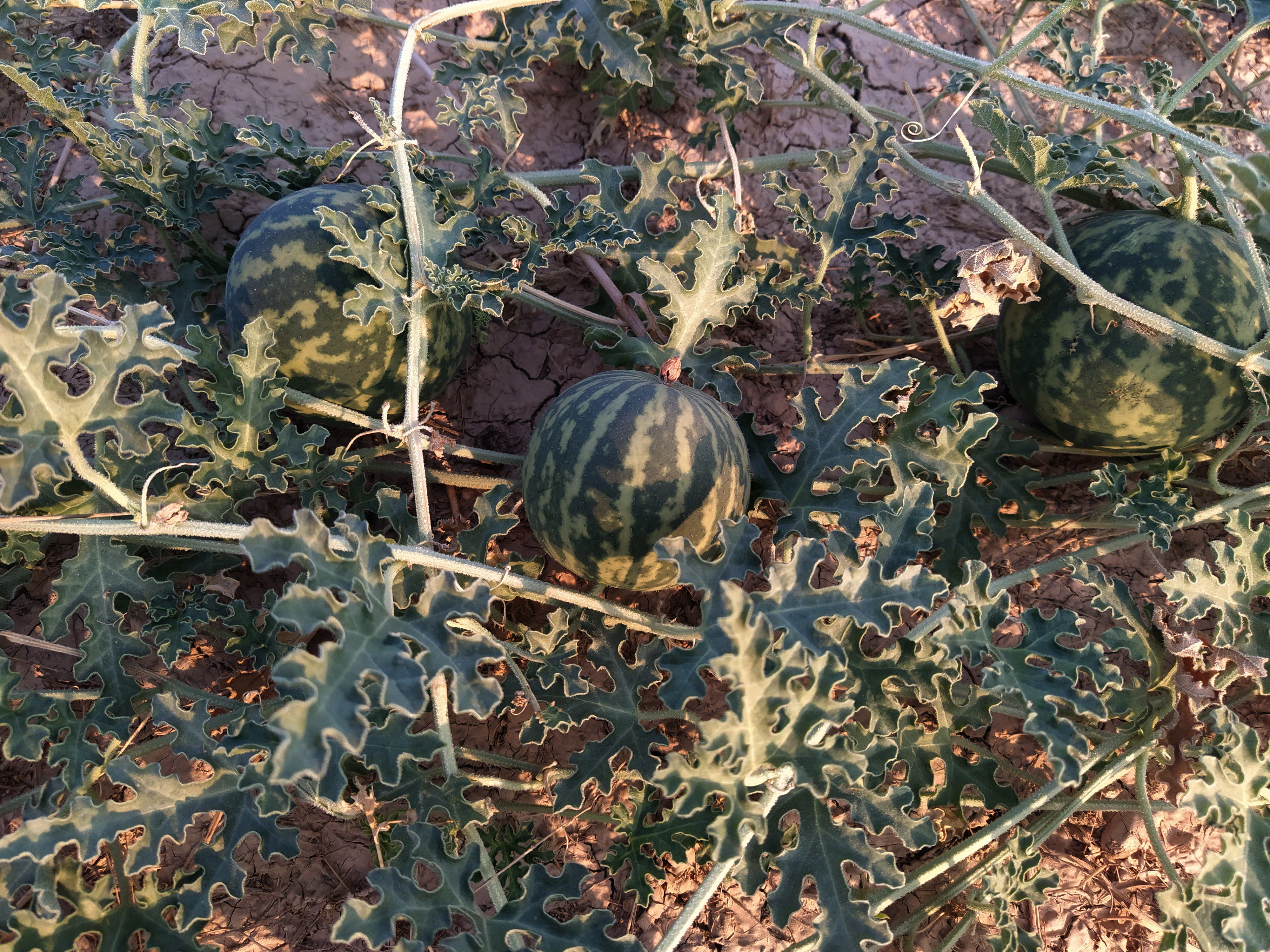
میوه‌ی گیاه خودرو در جنوب ایران

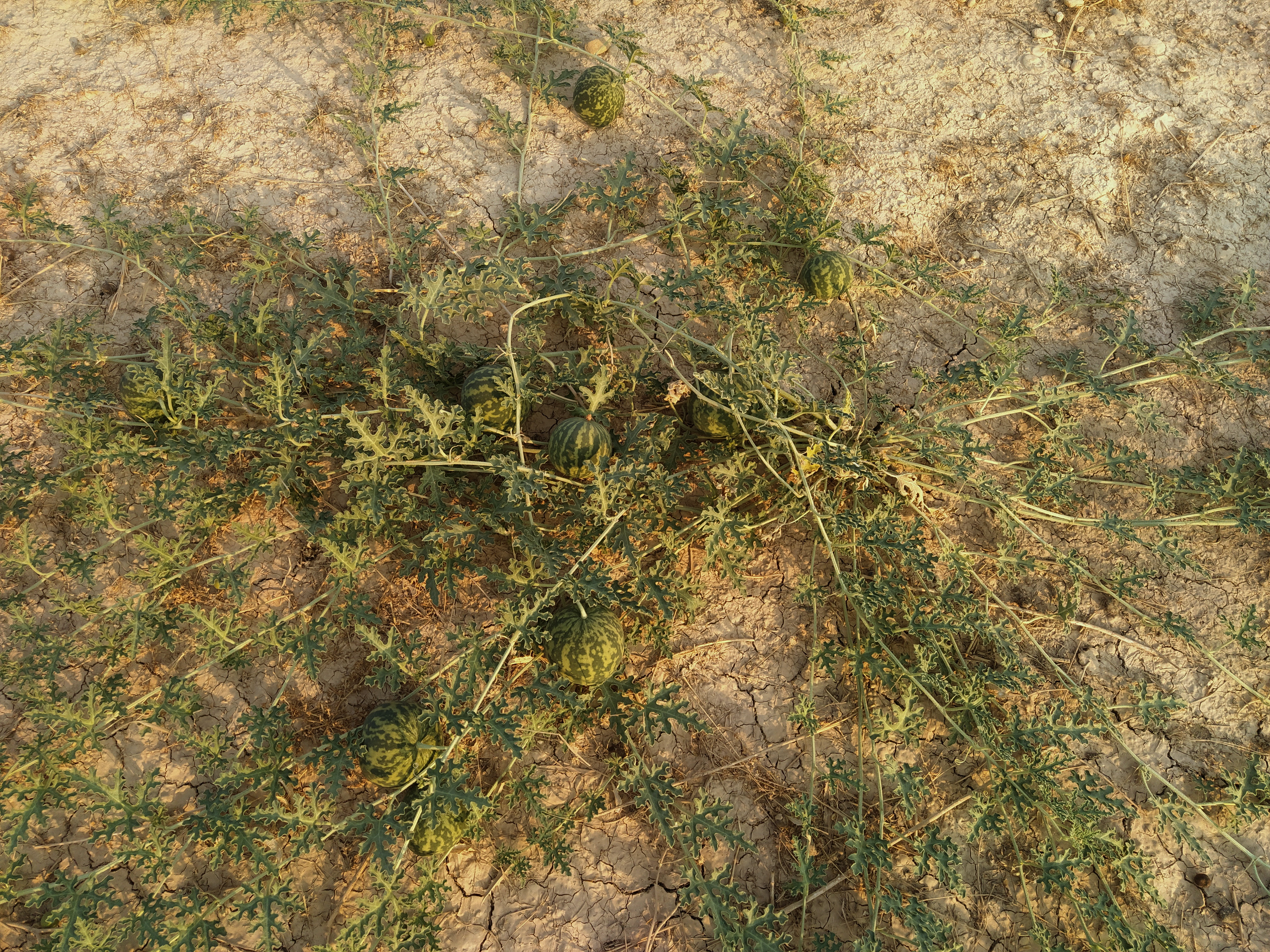
بوته‌ی گیاه هندوانه ابوجهل (خیار گرگو) در جنوب کشور

هندوانهٔ ابوجهل یا کَبَست یا حنظل گیاهی با میوه‌ای تلخ مزه است که در فارسی با نام‌های خربزهٔ روباه، کدوی تلخ، سیبِ تلخ و در زبان لری با نام خیار گُرگو، در نایین و خوروبیابانک هنوارنه مار یا هنوانه ماری شناخته می‌شود. همچنین، در فرهنگ اچمی‌زبان‌های بومی سرباز، چابهار و مومان به آن گونج، و در جنوب ایران به نام خزَرَه و همچنین قلعه گنج یا گلگنجک در جنوب کرمان می‌گویند.
هندوانه ابوجهل از راسته کدوئی‌ها (Cucurbitales) از تیره کدو (Cucurbitaceae)، از سرده سیترولوس (Citrullus) بوده و نام علمی آن Citrullus colocynthis است. مصرف آن باعث کولیت شدید شده و به علت مواد سمی خطرناک است.
کدوی تلخ گیاه بالارونده بومی حوزه مدیترانه به ویژه ازمیر ترکیه، نوبه آفریقا و تریسته ایتالیا است. این گیاه از خانوادهٔ هندوانه است اما با هندوانه معمولی تفاوت‌هایی دارد شامل اندازهٔ کوچک‌تر، جسم سفت‌تر و مزهٔ بسیارتلخ آن.

## ترکیبات شیمیایی
در گیاه وجود یک ماده تلخ به نام کولوسنتین و کولوسنتتین گزارش شده‌است.

## خواص دارویی
گمان می‌رود عصاره کوکوربیتاسین آن خواص درمانی داشته باشد.
ضد بیماری بلغم، مسهل و ملین بسیار قوی، درمان‌کننده کبد، آنتی‌بیوتیک قوی، ضد نقرس، درمان‌کننده صدای گوش، ضد سردرد و درد شقیقه، درمان‌کننده سیاتیک
طبیعتی بسیار گرم دارد
درمان بیماری صرع، بیماری قند، خارش پوست، درمان‌کننده سفید شدن مو
جلوگیری از سکته مغزی. قاعده آور، ضد کرم معده و کرم کدو، پادزهر سم عقرب و مار است.

## مضرات هنداونه ابوجهل
از خواص هندوانه ابوجهل که بگذریم، نتایجی نیز به دست آمده‌است که نشان می‌دهد مصرف بیش از حد این میوه بر دستگاه گوارش تأثیر منفی می‌گذارد و باعث بروز مشکل می‌شود. مصرف حتی مقدار بسیار کمی از این گیاه می‌تواند باعث تحریک شدید معده و روده، اسهال خونی، آسیب کلیه، ادرار خونی و عدم توانایی در ادرار شود.
عوارض جانبی شامل تشنج، فلج و مرگ نیز در ادامه مصرف ذکر شده‌است. میزان مصرف نباید بیش از یک قاشق چای‌خوری باشد. البته گفته می‌شود زنان باردار و شیرده باید به کلی از مصرف این میوه خودداری کنند. مصرف این میوه هم می‌تواند باعث سقط جنین شود و هم ترکیبات سمی آن برای نوزاد مضر است.

## هندوانه ابوجهل از دید طب سنتی
از آنجایی که مصرف این میوه اغلب از طرف پزشکان طب سنتی پیشنهاد می‌شود پس دانستن طبع آن هم بی‌ضرر نیست. از دید طب سنتی این میوه بسیار گرم و خشک است و اغلب برای افراد بلغمی توصیه می‌شود تا بتواند اخلاط بلغمی را به دلیل خاصیت مسهلی‌اش، دفع کند.
دوز مصرفی این گیاه به عوامل مختلفی مانند سن، سلامتی و دیگر شرایط بستگی دارد. حتی مواد طبیعی و داروهای گیاهی را هم نباید بدون در نظر گرفتن میزان مناسب مصرف کرد. دوز تعیین شده اهمیت بسیاری دارد. همچنین گفته می‌شود افرادی که طبع گرم دارند، بهتر است این میوه را مصرف نکنند.
خانمهای باردار استفاده نکنند.
در گذشته زنان باردار از هندوانه ابوجهل برای سقط جنین استفاده می‌کردند. هنوز هم برخی زنان عرب از این روش استفاده می‌کنند که تاکنون موجب مرگ نیز شده‌است.

## واژه‌نامه
1. ↑  Colocynthin
2. ↑  Colocynthetine